# محمدهاشم چشتی
محمدهاشم چشتی که به استاد هاشم معروف است، یک شاعر و موسیقی‌دان اهل افغانستان بود.
او معلم و آموزندهٔ موسیقی به استاد مهوش بود و چندین همکاری با استاد مهوش و احمد ظاهر در کارنامه‌اش است.